# Avia Av-236
De Avia Av-236 is een Tsjechoslowaakse hoogdekker sportvliegtuig gebouwd door Avia. De eerste vlucht vond plaats in 1946.

## Specificaties
- Bemanning: twee
- Lengte: 7,98 m
- Spanwijdte: 10,6 m
- Vleugeloppervlak: 15 m2
- Leeggewicht: 502 kg
- Startgewicht: 750 kg
- Motor: Eén Toma 4, 77 kW (105 pk) elk
- Maximumsnelheid: 220 km/h
- Kruissnelheid: 160 km/h
- Plafond: 4 000 m
- Vliegbereik: 640 km